# 邓赤中
邓赤中（1904年—1928年8月），原名邓友声，男，湖北沔阳（今仙桃市）人，中国共产党早期人物。

## 生平
1921年邓赤中参加革命，1923年加入中国共产党。1924年2月，邓赤中与娄敏修、叶翠梧、刘金山、许炎生（许栩）、邓翘如、颜天铎、王少先八人，在沔城东岳庙创建了沔阳县第一个共产党小组，娄敏修担任负责人。1925年，任中共沔阳具委宣传部部长兼国民党县党部宣传部部长。1927年4月，进入毛泽东主持的武昌中央农民运动讲习所。第一次国共内战期间，他出任鄂中特委委员，组织9月中旬的戴家场暴动。之后担任中共鄂中特委书记兼沔阳县委书记，攻入沔阳县城。1928年1月，农民暴动队改编成立工农革命军第五军，军长由萧仁鹄担任，党代表由娄敏修代理，下辖一个师，由邓赤中兼任师长，邓赤中负责领导建立沔西区革命政权。不久，部队编入工农革命军第四十九路军，他担任第三大队大队长。
部队在进攻监利县城失利，邓赤中带领残部返回沔阳开展游击，并代理鄂中特委书记。1928年8月，由于叛徒告密，设在白庙的中共沔阳县委机关遭到破坏。邓赤中赴白庙期间，被叛徒杀害。